# Europees kampioenschap trial 2015
Het Europees kampioenschap trial 2015 was het Europees kampioenschap trial dat verreden werd tussen 12 april en 23 augustus 2015. Bij dit FIM kampioenschap kwamen de rijders in vijf wedstrijden uit. De Italiaan Gianluca Tournour wist met onder andere 2 wedstrijdzeges 440 punten te behalen en eiste daarmee het kampioenschap op.

## Eindklassement
| Nr. | Naam                                | Italië (Pietramurata) 12 april | Italië (Luserna San Giovanni) 18 juli | Italië (Luserna San Giovanni) 19 juli | België (Bilstain) 16 augustus | Zwitserland (Grimmialp) 23 augustus | Totaal |
| --- | ----------------------------------- | ------------------------------ | ------------------------------------- | ------------------------------------- | ----------------------------- | ----------------------------------- | ------ |
| 1   | Gianluca Tournour (GasGas)          | 100                            | 85                                    | 85                                    | 70                            | 100                                 | 440    |
| 2   | Francesc Clota Moret (Vertigo)      | 70                             | 100                                   | 70                                    | 100                           | 70                                  | 410    |
| 3   | Steven Coquelin (GasGas)            | 85                             | 45                                    | 100                                   | 60                            | 55                                  | 345    |
| 4   | Hakon Pedersen (Ossa)               | 50                             | 55                                    | 50                                    | 45                            | 60                                  | 260    |
| 5   | Iwan Roberts (Beta)                 | 30                             |                                       |                                       | 85                            | 85                                  | 200    |
| 6   | Francesco Cabrini (Ossa)            | 22                             | 35                                    | 45                                    | 55                            | 40                                  | 197    |
| 7   | Martin Matejicek (GasGas)           | 16                             | 60                                    | 35                                    | 40                            | 45                                  | 196    |
| 8   | Ib Andersen (Beta)                  | 20                             | 30                                    | 16                                    | 50                            | 50                                  | 166    |
| 9   | Matteo Poli (Ossa)                  | 45                             | 50                                    | 60                                    |                               |                                     | 155    |
| 10  | Martin Kroustek (Beta)              | 18                             | 40                                    | 40                                    | 30                            | 25                                  | 153    |
| 11  | Pietro Fioletti (Beta)              | 25                             | 20                                    | 55                                    | 35                            | 12                                  | 147    |
| 12  | Dan Peace (GasGas)                  | 35                             | 70                                    | 25                                    |                               |                                     | 130    |
| 13  | Jiri Svoboda (Beta)                 | 14                             | 25                                    | 14                                    | 22                            | 30                                  | 105    |
| 14  | Kenny Thomas (Beta)                 | 40                             | 22                                    | 20                                    |                               |                                     | 82     |
| 15  | Ivar Norum (Ossa)                   | 9                              | 8                                     | 30                                    | 25                            | 9                                   | 81     |
| 16  | Sascha Neumann (GasGas)             | 0                              | 18                                    | 22                                    | 16                            | 18                                  | 74     |
| 17  | Marcus Eliasson (Beta)              | 1                              | 9                                     | 18                                    | 20                            | 20                                  | 68     |
| 18  | Quentin Carles De Caudemberg (Beta) | 60                             |                                       |                                       |                               |                                     | 60     |
| 19  | Yannic Straub (GasGas)              | 4                              | 16                                    | 12                                    | 12                            | 16                                  | 60     |
| 20  | Gabriele Giarba (Ossa)              | 55                             |                                       |                                       |                               |                                     | 55     |
| 21  | Marek Wunsch (GasGas)               | 7                              | 12                                    | 10                                    | 18                            | 7                                   | 54     |
| 22  | Manuel Vollgger (Beta)              | 2                              | 10                                    | 8                                     | 14                            | 14                                  | 48     |
| 23  | Jarmo Robrahn (Beta)                | 12                             |                                       |                                       | 10                            | 22                                  | 44     |
| 24  | Sondre G Haga (Beta)                |                                | 14                                    | 9                                     | 8                             | 8                                   | 39     |
| 25  | Noe Petralli (JTG)                  | 3                              |                                       |                                       |                               | 35                                  | 38     |
| 26  | Hugo Jervis (Beta)                  |                                |                                       |                                       | 9                             | 10                                  | 19     |
| 27  | Daniel Andreasson (GasGas)          | 1                              | 7                                     | 11                                    |                               |                                     | 19     |
| 28  | Randy Kerstjens (GasGas)            | 1                              |                                       |                                       | 7                             | 6                                   | 14     |
| 29  | Teo Colairo (Scorpa)                | 10                             |                                       |                                       |                               |                                     | 10     |
| 30  | Timo Myöhänen (Ossa)                | 8                              |                                       |                                       |                               |                                     | 8      |
| 31  | Andrea Riva (Beta)                  | 6                              |                                       |                                       |                               |                                     | 6      |
| 32  | Ole Kristian Sorensen (Sherco)      | 5                              |                                       |                                       |                               |                                     | 5      |
| 33  | Dennis Stetter (GasGas)             | 1                              |                                       |                                       |                               |                                     | 1      |
| 34  | Giacomo Saleri (Beta)               | 0                              |                                       |                                       |                               |                                     | 0      |

1992 · 
1993 · 
1994 · 
1995 · 
1996 · 
1997 · 
1998 · 
1999 · 
2000 · 
2001 · 
2002 · 
2003 · 
2004 · 
2005 · 
2006 · 
2007 · 
2008 · 
2009 · 
2010 · 
2011 · 
2012 · 
2013 · 
2014 · 
2015 · 
2016 · 
2017 · 
2018 · 
2019